# Comté de Monroe (Arkansas)
Pour les articles homonymes, voir Comté de Monroe.
Le comté de Monroe est un comté de l'État de l'Arkansas aux États-Unis. Au recensement de 2010, il comptait 8 149 habitants. Son siège est Clarendon.

## Démographie
| 1830 | 1840 | 1850  | 1860  | 1870  | 1880  | 1890   | 1900   |
| ---- | ---- | ----- | ----- | ----- | ----- | ------ | ------ |
| 461  | 936  | 2 049 | 5 657 | 8 336 | 9 574 | 15 336 | 16 816 |

| 1910   | 1920   | 1930   | 1940   | 1950   | 1960   | 1970   | 1980   |
| ------ | ------ | ------ | ------ | ------ | ------ | ------ | ------ |
| 19 907 | 21 601 | 20 651 | 21 133 | 19 540 | 17 327 | 15 657 | 14 052 |

| 1990   | 2000   | 2010  | - | - | - | - | - |
| ------ | ------ | ----- | - | - | - | - | - |
| 11 333 | 10 254 | 8 149 | - | - | - | - | - |